# Fontenailles (Yonne)
Pour les articles homonymes, voir Fontenailles.
Fontenailles est une ancienne commune française située dans le département de l'Yonne et la région Bourgogne-Franche-Comté devenue avec Taingy et Molesmes, le 1er janvier 2017, une commune déléguée de la commune nouvelle des Hauts de Forterre.

## Politique et administration
| Période   | Période | Identité       | Étiquette | Qualité |
| --------- | ------- | -------------- | --------- | ------- |
| mars 2001 |         | Bernard Moreau |           |         |

## Démographie
L'évolution du nombre d'habitants est connue à travers les recensements de la population effectués dans la commune depuis 1793. À partir du 1er janvier 2009, les populations légales des communes sont publiées annuellement dans le cadre d'un recensement qui repose désormais sur une collecte d'information annuelle, concernant successivement tous les territoires communaux au cours d'une période de cinq ans. 
Pour les communes de moins de 10 000 habitants, une enquête de recensement portant sur toute la population est réalisée tous les cinq ans, les populations légales des années intermédiaires étant quant à elles estimées par interpolation ou extrapolation. Pour la commune, le premier recensement exhaustif entrant dans le cadre du nouveau dispositif a été réalisé en 2004,.
En 2014, la commune comptait 67 habitants, en évolution de −6,94 % par rapport à 2009 (Yonne : −0,46 %, France hors Mayotte : +2,49 %).
| 1793 | 1800 | 1806 | 1821 | 1831 | 1836 | 1841 | 1846 | 1851 |
| ---- | ---- | ---- | ---- | ---- | ---- | ---- | ---- | ---- |
| 204  | 268  | 261  | 262  | 282  | 302  | 307  | 289  | 293  |

| 1856 | 1861 | 1866 | 1872 | 1876 | 1881 | 1886 | 1891 | 1896 |
| ---- | ---- | ---- | ---- | ---- | ---- | ---- | ---- | ---- |
| 280  | 255  | 258  | 224  | 225  | 212  | 203  | 174  | 197  |

| 1901 | 1906 | 1911 | 1921 | 1926 | 1931 | 1936 | 1946 | 1954 |
| ---- | ---- | ---- | ---- | ---- | ---- | ---- | ---- | ---- |
| 181  | 159  | 147  | 106  | 108  | 106  | 93   | 76   | 69   |

| 1962 | 1968 | 1975 | 1982 | 1990 | 1999 | 2004 | 2009 | 2014 |
| ---- | ---- | ---- | ---- | ---- | ---- | ---- | ---- | ---- |
| 83   | 95   | 101  | 81   | 74   | 66   | 69   | 72   | 67   |

## Lieux et monuments
La petite église de Fontenailles est le cadre chaque année, fin juin début juillet, d'un concert de musique classique donné par un  ensemble de jeunes musiciens, généralement suivi d'une fête organisée par la mairie avec un concert de variétés.

## Pour approfondir